# آرتولد مارتیروسیان
آرتولد بوگدانی مارتیروسیان (ارمنی: Առնոլդ Բոգդանի Մարտիրոսյան؛  زادهٔ ۱۶ نوامبر ۱۹۰۲ - درگذشته ۳۰ دسامبر ۱۹۷۶) یک کارگردان و بازیگر اهل ارمنستان بود.

## زندگی‌نامه
در ۲۹ نوامبر [سبک قدیمی: ۱۶ نوامبر] ۱۹۰۲ در باکو به دنیا آمد  وی همچنین برنده چهره هنری شایسته ارمنستان شوروی شده است. وی در ۳۰ دسامبر ۱۹۷۶ در سن ۷۴ سالگی در ایروان درگذشت.